# Джош Сегарра
Джо́шуа (Джош) Сега́рра (англ. Joshua «Josh» Segarra; нар. 3 червня 1986, Орландо) — американський актор.

## Біографія
У 2009 році Сегарра зіграв Гектора Руїса (старшого брата персонажа Джесіки Руїс) в телесеріалі «Енергетична компанія», а також Біллі Кепеду в телесеріалі «Сирени» (2014—2015 роки). У 2016 році він отримав постійну роль Едріана Чейза в п'ятому сезоні телесеріалу «Стріла». Також Джошуа зіграв Джастіна Войта в серіалі «Поліція Чикаго» (2014—2016).
Окрім роботи на телебаченні та в кіно, Сегарра грав у декількох бродвейських мюзиклах.
У жовтні 2014 року Сегарра одружився з Брейс Райс, з якою доволі довго зустрічався. Пара має сина, якого звуть Гас Мейн Сегарра (нар. 30.09.2016 р.). Сегарра має пуерто-ріканське походження, тож вільно розмовляє англійською та іспанською мовами.